# Benito Pocino
Benito Pocino (Barcelona, 21 de març de 1958) és un actor espanyol, conegut fonamentalment per haver interpretat a Mortadel·lo en Mortadel·lo i Filemó.

## Biografia
El seu peculiar aspecte físic li ha encasellat en papers de "secundari", la sola presència del qual resultava hilarant i reforçava qualsevol gag, apareixent en multitud de pel·lícules i sèries de televisió de manera breu, a vegades sense ni tan sols figurar en els títols de crèdit.
La fama li va arribar amb la pel·lícula Mortadel·lo i Filemó, dirigida per Javier Fesser, en la qual interpretava per fi un paper de protagonista, per al qual es podria considerar predestinat, perquè ja a l'escola els seus companys de classe li sobrenomenaven "Mortadel·lo".
Durant tota la seva vida ha compaginat els treballs de actor amb altres ocupacions temporals, com forner i empleat de Correus.

## Trajectòria
Benito Pocino, fill de saragossà i val·lisoletana, va néixer el 21 de març de 1958 a Barcelona. En la seva infància era lector habitual de Mortadel·lo i Filemó i va rebre el malnom de Mortadel·lo per part dels seus amics i companys per la seva gran semblança. Va començar treballant com forner, zelador i cambrer, i el 1987 aconsegueix el seu treball com a empleat de Correus, aquest mateix any aconsegueix el seu primer paper al cinema en la pel·lícula Angoixa, en acompanyar a una amiga francesa, Sophie, al càsting; en aquesta pel·lícula participaria com una de les víctimes a la qual li arranquen els ulls. Les seves característiques físiques li farien participar en una dotzena de pel·lícules còmiques on interpretava a un tipus seriós, si bé va explicar l'actor que li hauria agradat fer algun drama.
El 2003 va arribar el seu salt a la fama amb la pel·lícula Mortadel·lo i Filemó, on interpreta Mortadel·lo. Una amiga maquilladora el va avisar de la realització del càsting per la pel·lícula, ja que estava convençuda que seria triat. No obstant això, Pocino no va presentar el currículum; va ser un altre maquillador el que va mostrar una foto a Fesser en la qual Pocino es presentava per a un altre personatge. El director es va posar en contacte amb ell i li va oferir el paper. La pel·lícula es va convertir en un gran èxit en taquilla, sent la segona pel·lícula més taquillera de 2003 a Espanya, I en va ser un dels motius la gran semblança de Pocino amb Mortadel·lo. Aquest mateix any torna a aparèixer en un petit paper per a la pel·lícula Platillos volantes, del director Óscar Aibar, amb qui ja havia treballat a la pel·lícula Atolladero, com a figurant.
L'èxit de la pel·lícula de Fesser va fer que diferents marques li proposessin realitzar anuncis publicitaris, la qual cosa li va portar a contractar a un advocat com a representant, però va decidir acomiadar-lo en haver-lo estafat i provocat que no participés en dos d'ells. El 2004, després de 17 anys com a empleat de Correus i entre 45 i 80 contractes temporals, va anar a judici al costat de molts companys perquè els fessin fixos, objectiu que finalment va aconseguir, ja que Correus havia realitzat una sèrie de contractes temporals a un total de 6.000 empleats sense especificar la causa de temporalitat i eludint la cotització a la Seguretat Social.
El 2006 torna al cinema treballant una altra vegada a les ordres d'Aibar, interpretant a un homosexual en la pel·lícula La màquina de ballar, i el 2007, com al pare de Darío Paso en la pel·lícula Déjate caer, i com a Floquet de Neu al telefilm emès per Canal Nou Rumores.
El 2008 li tornen a proposar d'interpretar el paper de Mortadel·lo a la pel·lícula Mortadelo y Filemón. Misión: salvar la Tierra, però va demanar un sou superior al que va tenir a la primera part. La productora no hi accedí i el van substituir per Edu Soto.

## Filmografia
- El sulfato anatómico (2016)
- Chaval, videoclip de La señora de González
- No es un concepto nuevo, videoclip de Soulfood
- Déjate caer (2007)
- Rumores (2007)
- La màquina de ballar (2006)
- Platillos volantes (2003)
- Mortadel·lo i Filemón (2003)
- Feliz aniversario (1998)
- El viatger (1998)
- Adiós, tiburón (1996)
- El caso de los falsos doctores (1996)
- Atolladero (1995)
- Don Jaume, el conquistador (1994)
- Historias de la puta mili (1994)
- Makinavaja (1994) (serie de TV)
- Semos peligrosos (uséase Makinavaja 2) (1993)
- Makinavaja, el último choriso (1992)
- Sinatra (1988)
- Angoixa (1987)